# Diego Lama
Diego Lama Cabieses (Lima, Perú, 26 d'agost, 1980) és un videoartista d'última generació peruana. Les seves primeres aportacions en el món del videoart van ser l'any 1998, tot estudiant a l'escola d'art de Lima, Corriente Alterna, on es va graduar el 2003 amb Honors. Gràcies a l'acceptació de les seves obres, des de l'any 1998 ha estat present en diverses mostres i festivals de videoart a Sud Amèrica i fins a 15 països arreu del món, i ha treballat esporàdicament per al món de la publicitat. La seva primera exposició individual va ser el 2005. Lama és un artista que ha rebut gran influència del seu pare, el crític artístic Luís Lama, implicat en l'escola d'art on va estudiar. Per a Lama, doncs, l'art ha format part de la seva vida, estant sempre vorejat de galeries, exposicions i artistes multiplatafoma. I arran d'aquesta experiència, Lama ha anat desenvolupant la seva carrera artística centrada en el format vídeo. El peruà considera que la combinació d'imatge, so i temps, atorga a qualsevol producte artístic una complexitat interpretativa, tant pel creador com pel receptor, considerada integral. L'obra d'en Lama es mou principalment per una temàtica sòlida: la sexualitat i la mort instrumentalitzats pel cos humà nu, i el conflicte sobre el gènere.

## Biografia
Estudiant de referència de l'escola d'art Corriente Alterna a Lima, dirigida pel seu propi pare, es considera introduït oficialment al món del videoart l'any 1998, arran d'un treball assignat per una de les matèries de la titulació. Fruit d'aquesta experiència, li sorgeixen dues passions a nivell personal. Per una banda el repte que suposaria poder presentar la seva “obra” al primer festival de videoart de Lima i veure'n el nivell d'acceptació per part de l'audiència. Un dels seus professor a Corriente Alterna, Max Hernando Calvo, citaria: "Busca el més intrínsec entre el pessimisme i el plaer". Per altra banda, la seducció que representaria per a Lama el videoart com la millor alternativa a l'art predominant o comercial del moment. Serà per a ell una visió diferent de crear art, amb una clara voluntat de poder expressar allò desitjat i que no només és legítim perquè sigui bonic o estètic, sinó perquè existeix un missatge amb transcendència al darrere. Lama es va graduar el 2003. Posteriorment va participar en tallers d'edició en vídeo i web el 2004 a Sheffield (Regne Unit), en un taller de narrativa no lineal a Amsterdam i també en un taller d'ArteNet sobre sonorització i bandes sonores a Lima (2008).
Des d'un moment inicial d'explosió artística, Lama ha assumit que rere el videoart hi ha una forma complexa d'expressar. Una visió polièdrica, divergent a la d'una escultura o a la d'una pintura, que pot arribar a proposar molt en el seu discurs gràcies a la combinació sincrònica d'imatge, so i temps. Amb això coincideix de ple amb Gary Hill (1992, Georges Pompidou) i el concepte de temps com a matèria primera del vídeo, un element intrínsec i inherent. Tot, amb una clara voluntat: capturar al màxim l'atenció del receptor i prendre els sentiments i sensacions de l'espectador.
Gràcies a les diferents obres creades a través de la tècnica del videoart, Lama ha aconseguit algunes incursions, que ell considera estrictament professionals i fins a cert punt contradictòries amb els seus principis vitals, al món de la publicitat, fent anuncis comercials per a empreses privades. Una experiència real, però en certes èpoques de la seva vida del tot necessària, i segons ell gens enriquidora artísticament parlant.

## Evolució

### 1998: Vindicació de l'artista
Alterna els estudis a l'escola d'art, amb un creixent interès pel món artístic audiovisual, sobretot en format vídeo. És en aquesta primera fase de la seva trajectòria que basa el seu treball en l'edició d'imatges trobades en diferents fonts i orígens d'arxiu, aplicant tota mena de filtres de cerca, per poder construir el missatge artístic que pretén expressar.

### 2000: Dimensió experimental
Un parell d'anys després de treballar amb la tècnica de la imatge no pròpia, enceta una etapa en què s'aproxima a la gravació amb recursos propis. És en aquest moment que aplica durant un període determinat experiments basats en creacions artístiques a partir de la webcam. Podríem establir una equiparació amb el Sony PORTAPACK. de Nam June Paik el 1965. Una de les revolucions en la tecnologia videogràfica. 1965 Sony presenta la primera càmera i gravador, anomenat Portapack que permetrà a qualsevol persona gravar de forma portàtil un vídeo.

### 2004: Els conceptes de definició artística
Després dels experiments de pròpia realització amb la webcam, Lama fa les seves primeres incursions en format scrapping mitjançant fotografia, en la qual basarà algunes de les seves obres d'aquest període, i on mitjançant aquest format començarà a donar idea al seu concepte artístic basat en la sexualitat i la mort a través del cos humà nu.

### 2007: Suport vídeo amb factor cinematogràfic
Una etapa definida per la consolidació del treball continuat de l'artista amb la fotografia, porta a Lama a ampliar l'espectre artístic del vídeo i apropar-se ara també a la tècnica cinematogràfica, tècnica que li atorga molta complexitat narrativa, però a la vegada intuint una capacitat expressiva molt més amplificada. En qualsevol cas, el seu concepte fundacional segueix sent el mateix.

### 2010: Multiplataforma artística: Cap a laperformance
En aquest període decideix explorar nous camps. Després de la constància amb la videografia i el videoart s'apropa a l'escultura, l'art mixt, i sobretot una nova posada en escena visual, per culminar els seus nous reptes artístics que promouen la idea de la mort i de la sexualitat amb el cos humà com a eix instrumentalitzador. Constantment, Lama cedeix les seves directrius a obres d'en Sigmund Freud i d'altres teòrics del comportamiento psico-sociològic. Tot aquest procés combinat amb un rerefons de crítica política al govern sobre el paper en la cultura. La crítica al govern, Lama fa plena referència al govern peruà, que no ha aconseguit apropar-se a la llibertat d'expressió a través de l'art visual. El centre de les seves critiques estan dirigides a les polítiques reductives en l'art a Perú. Aquí és on a més, Lama fa les seves primeres incursions, ja no tant en el videoart en si, sinó en un concepte nou per a ell: la performance i la video-instal·lació. Una de les característiques d'aquest tipus d'obres artístiques és que logísticament impliquen grans dimensiones d'espai per ser mostrades.

## Fonamentació artística
La sexualitat i la mort són els leitmotiv d'aquest videoartista, que es poden veure representants en la gran majoria de les seves obres. Precisament, Lama considera que entre el sexe i la mort existeix sobretot el cos humà, és l'objecte d'atenció principal i ell l'entén com a eix vertebrador tant de la seva existència com de l'absència en l'entorn en el si del mateix cos.
A l'obra estereoscopica es pot veure reflectit el seu concepte del que sent amb la mort, presentant dues imatges inicialment inassociables, però que resulten en una relació de causa i en una base visual: per una banda un peix moribund movent-se fora de l'aigua i per l'altra l'acció de les guspires per un soldador a una peça de ferro. La dicotomia sincronitzada de les estelles de llum i els cops del peix fan que l'espectador associï el que el peix està sentint cada cop que es mou, com un cop elèctric: el dolor, la frustració, el camí cap a la Mort. Precisament la mort és un dels pilars discursius i artístics d'en Lama a tota la cronologia i que esdevé, segons ell mateix ha dit en diverses ocasions, el sentit del seu concepte.
La sexualitat és un altre dels motius artístics de Lama, que es contempla en el 100% de les seves obres, com un punt denominador comú: estan basats sempre en la teoria Freudiana, portant al que ell entén com el límit de la selva concepció. I com a causa d'efecte d'aquest interès dual, neix la seva atenció cap al cos: com a resultat de la dicotomia entre la mort i la sexualitat, és per a Lama, l'instrument que ho protagonitza. Veurem al llarg de les obres d'en Lama la influència de teories com la del llibre El malestar en la cultura, de Sigmund Freud.
Un interès important també per a Lama és l'estudi de l'espai buit, és a dir, l'arquitectura, que queda totalment representat per l'obra The Act, per posar-ne un exemple. Val a dir que cada cop que Lama dedica part de les seves obres a l'arquitectura és per jugar un contrapunt o una funció discursiva en el si del sentit de l'obra en qüestió. El missatge rere l'obra serà una condició obligada i una constant en la voluntat expressiva de Diego Lama. Un altre dels temes de fonamentació artística per Lama és sense dubte l'humor negre, entenent-ho com un instrument per dirigir-se a l'audiència reivindicativament i aconseguir d'ella un somriure, basant-nos en continguts que a priori són políticament incorrectes. Aquest tema, serà un recurs en la fase més recent de la seva trajectòria on principalment el que pretén és narrar l'enfrontament entre el poder i la cultura, que retrata els llocs on es desenvolupa el poder econòmic i l'Estat, i que mostra l'ús d'aquesta opulència com a símbol de l'estat des de l'època de la colònia, tot expressant la disfuncionalitat de la política cultural al país i qüestionant el seu paper com a artista d'Enllaços Externs.
Tot això amb el rerefons de la seva vivència a Perú, coneguda arreu per imposar-se amb un paper força prohibitiu a tot allò vinculat al videoart i al corrent artístic més progressista i anti-sistema. Volent-ho o sense voler, Lama segueix un fil proper al de George Maciunas en el naixement del suport televisió.
Lama promou de principi a fi el "Concepte" com a gran objecte existencial i artístic de la seva obra, molt més que la càmera en si, considerada per ell un instrument (sobretot als inicis). La càmera és per ell el mitjà o canal tècnic que pot apropar-nos a processar la voluntat artística de cadascú. En aquest sentit, Lama va passar els primers 3 anys de la seva carrera creant obres a partir de coses ja gravades i existents i la càmera no era un element necessari per a ell, sinó el treball en l'edició i construcció del concepte que volia transmetre. Amb això, trobades a través de la cerca dels arxius, imatges gravades que donaven sentit a les seves expressions artístiques. Més d'una vegada l'autor ha hagut d'aclarir en entrevistes i declaracions a exposicions que les imatges representades a la seva obra del 2001 I've Got You Under My Skin no estaven fetes per ell, sinó que havia actuat com a realitzador i editor per a la construcció i sincronia entre les imatges fusionades (escollides per ell, això si) i l'aplicació i elecció de la banda sonora per dotar de musicalitat en forma de contrapunt burlesc.

## Exposicions
Lama ha destacat per tenir a les seves espatlles ja des de 2004 un nombre important d'obres i sobretot d'exposicions avalades per les galeries i mostres més importants i referents a nivell mundial. Existeixen aportacions artístiques tant individuals com col·lectives. Addicionalment, cal dir que la seva obra titular forma part de diverses col·leccions públiques a nivell internacional, com poden ser al Taylor Museum als EUA, L'Acervo Videobrasil, o també a la mediateca del CaixaForumi l'IVAM a Espanya. També s'hi compta a l'Institut Cervantes de Múnic, i a moltes d'altres.

## Reconeixements i mencions
Diego Lama ha obtingut al llarg de la seva trajectòria artística diverses mencions, beques oficials i premis a diferents països. Ja des de l'inici, com a estudiant d'art va participar en festivals on l'acollida de les seves aportacions va ser molt bona. A partir d'aquí les seves mostres es van anar fent extensives a diversos focus artístics de Perú. Recentment ha obtingut el mèrit a nivell internacional, tant a Europa com als EUA.
Entre alguns dels més importants reconeixements s'inclou el programa HIVOS als Països Baixos, la Fundació Carolina d'Espanya, també el programa Visiting Arts Arxivat 2014-10-28 a Wayback Machine. a Anglaterra, o fins i tot el Gran Premi Videofest Arxivat 2014-10-28 a Wayback Machine. als Estats Units. Cal destacar també que ha obtingut la Medalla d'Honor per les seves aportacions al videoart al Perú, atorgada per la Universitat Ricardo Palma Arxivat 2014-10-28 a Wayback Machine.. A Perú, tot i l'ascendent intransigència de les seves obres, l'artista està rebent constants ofertes per exposar les seves obres, respectant la seva particular visió de veure el món que ens impera i la forma en com ens representa el Concepte. Una de les clares influències d'aquesta intransigència és gràcies al visionari Wilfredo Lam.

## Obres
La iniciació del videoart per a en Lama ve condicionada per la incursió en l'ús d'arxius audiovisuals ja existents, els quals ajuntava per dur a terme la realització i construcció de les seves obres. Un exemple d'això és l'obra I've Got You Under my Skin del 2001, de gairebé 4 minuts de durada, en què la dicotomia rau en la contraposició entre les imatges de dones practicant el sadomasoquisme i la música de Rat Pak de Frank Sinatra amb un efecte de fusió i transició molt caricaturesc. Hi ha diverses obres en les que Diego Lama va usar material d'arxiu, un altre exemple és No-Latin Party. En aquest obra usa material del film Mafia de Francis Ford Coppola, combinat contraposadament amb la música de Miranda!. Destaquen una vintena d'obres dins la trajectòria de Lama en el món del videoart. Totes elles segueixen fidelment l'interès per la sexualitat i la mort, instrumentalitzat molt sovint pel cos humà. Queda ben clar en obres com poden ser Tempus Fugit, o Desnudo Bajando Escalera, o també l'adaptació d'un dels contes del llibre d'Oswaldo Reynoso (1931) titulat “Cara de Angel” anomenat Los Inocentes.
En l'obra El Arte de Perder, del 2009, es pot veure l'interès de l'artista en el recorregut arquitectònic des d'un dels edificis emblemàtics a Lima, tot recordant la nostàlgia d'una època millor, que ara cal deixar enrere. Lama dedica a l'arquitectura algunes de les seves obres i exposició individuals com poden ser també Los Pasos Perdidos o també en l'obra Bold. Lama veu l'apropament a l'arquitectura molt clar, com un element narratiu a les seves obres apareixent en Ministeris, Palaus, Teatres, Edificis Institucionals, etc.
Al final, aquest artista peruà el que pretén és expressar el concepte de l'acumulació dels objectes amb una predominant estètica rococó, allunyant-se així de la presència de les persones, i contrarestant en segons quins casos l'abundància amb la simplicitat, una dicotomia contradictòria. A l'obra La Muerte de Eros també podem gaudir de la presència d'elements arquitectònics que acompanyen el discurs narratiu, al mateix temps que a l'obra Chimarea també es pot apreciar com aquest component arquitectònic aporta valor narratiu a l'obra visual. En aquest cas concret, podem considerar-la una obra artística de la vídeo-dansa, on els personatges de la mitologia grega tenen un paper de dinamisme enfrontat en un entorn barroc i decadent de l'espai mostrat. Una obra d'11 minuts de durada composta per 3 actes: la dansa dinàmica, la flotació en un espai cremat, i l'aproximació i enfrontament simultània entre Eros i Thanatos per la lluita vers la masculinitat; i finalment la mort
Cal destacar també obres com El Proceso, de 38 minuts de durada, que va ser creada i realitzada per en Lama gràcies al patrocini de Repsol YPF i Audi i amb el que comptà amb recursos tècnics i humans suficients per presentar una obra de tanta duració, segurament la més llarga. Els elements visuals, sonors i també els pictogràfics formen part del protagonisme de l'obra i són una constant al llarg de tota la representació artística.
Ja en les seves exposicions més recents, com la de Memento Mori Arxivat 2014-11-06 a Wayback Machine. del 2013, l'artista perd més l'interès en la fotografia i el vídeo (format principal d'ús de les seves obres) per prendre protagonisme en l'escultura i l'art mixt, amb intenció d'anar cap a una cerca de la performance com a nova tècnica, i sempre sent fidel a la seva intenció dedicada a la mort i a la sexualitat, articulades mitjançant el cos nu. És precisament el cos humà l'objecte de la nova performance, per tant és evident aquí l'ús del cos nu com a mitjà del discurs expressiu. La mort de nou pren relleu i molta notorietat a l'exposició. A títol anecdòtic es pot mencionar que quan la galeria d'art Sala Miró Quesada va proposar-li fer una exposició, la política restrictiva dels materials exigia cura de l'aspecte del producte final. En el cas, per exemple, de l'obra Schizo Uncopyrighted de 2003, Lama contrasta la dualitat sincronitzada en pantalla de la pel·lícula original d'Alfred Hitchcock amb el remake realitzat el 2001, i la música de banda sonora de Frank Sinatra (Sinatra, 1967), precisament la mítica peça musical "I've Got You Under My Skin", tot plegat combinat en una plataforma audiovisual per crear un discurs ben proper a l'humor negre. Aquest serà, addicionalment, un recurs que Lama utilitzarà fins a l'actualitat en les seves expressions artistíques més transcendents com a videoartista versàtil de multiplataforma.
Dinou vídeos publicats al portal específic audiovisual vimeo, com a representació més àmplia de la seva obra, i dels continguts publicats a Internet. Influència i confluència del vídeo artístic contra el vídeo de denúncia social i política. El context estatal a Perú infereix també en les temàtiques més recents de què s'estén en Lama i que ho condueix amb l'humor negre citat anteriorment. La voluntat d'anar més enllà dels cànons hegemònics, i comercialment imperant a nivell estatal i també internacional, que li permeten explorar dimensions artístiques i proclamatives o crítiques amb el seu entorn social, cultural i també polític. Tots aquests punts són part del seu fonament artístic, el treball d'un concepte i d'un missatge, basat en la mort, la sexualitat i el cos humà nu com a instrument. En una altra de les exposicions, de les quals va formar part el 2010 a la Galeria Lucía de la Puente, Los Pasos Perdidos, posa en evidència el contrapunt de desajustament polític i social en l'ull dels grans edificis emblemàtics de l'estat peruà en plena decadència. L'exposició ofereix la representació d'un escenari que ajusta a l'espectador a qüestionar-se una societat que es desborda, en un món en què l'opulència s'infla desmesuradament i contribueix a la desconstrucció de la política com a òrgan dinàmic i de la identitat cultural de l'home en tots els sentits. Aquesta exposició consta del vídeo “El Arte de Perder”, i també d'un tercer element que és "Las Manos Al Fuego", on posa en evidencia pintures fetes per artistes que tenien les mans cremades, simbolitzant el paper tòxic que juguen les polítiques culturals del govern estatal cap als artistes de nova emergència.

En una entrevista concedida a Artmotiv.com, Lama s'expressava així:
| « | Transmetre un missatge concís però carregat de força i alhora íntim per triomfar amb la complicitat necessària amb l'observador. Un missatge proveït d'una estètica molt meva, molt personal i d'exploració del llenguatge, que m'apassiona. Un vídeo en temps real i una imatge que es destrueix, que es crema, que crema. I és que com més creix la flama més crema, com més crema, més destrossa i com més destrossa menys rastre queda i més ràpid s'oblida. És la derrota de l'art i la creixent flama del poder, perquè l'art de perdre no costa res. | » |

El seu concepte, cada cop més transgressor, més directe, més reivindicatiu, amb més ganes de no deixar indiferent qui l'admira, qui l'escola, qui l'interpreta i segons ell donar més valor a la sensibilitat en l'art.
Part del seu recorregut és el treball col·lectiu, gran component experimental per a Lama, i que ajuda a créixer artísticament l'artista quan s'entra en sincronia amb altres creadors. Es pot fer referència a una obra creada conjuntament amb l'artista Renzo Savaleta,exposició que van anomenar Escenografías, l'any 2006. Un joc de combinacions espacials amb figures, escultures i ballarines i ballarins, i on s'aposta per una videoart que proposa una performance basada en una història no lineal, composta amb seqüències en què els ballarins interactuen i juguen amb l'espai mitjançant les figures i altera elements creats per ells mateixos i que donen notes de contrapunt a la no conformitat del que està establert i és predominant.

## Cronologia
A continuació es pot observar una graella amb la cronologia anual i evolutiva de la creació artística de Lama al llarg de l'última dècada i que constata la proliferació expressiva i artística sumada a la constància i al creixent reconeixement a nivell internacional. Diego Lama compta amb més de 20 obres en el corrent del videoart, però en destaquem 10.
| 1999 | Primeres Mostres com a Estudiant de Nova Generació |
| 2001 | I've Got You Under My Skin                         |
| 2002 | Estereoscopia                                      |
| 2003 | Schizo Uncopyrighted                               |
| 2006 | Escenografías                                      |
| 2007 | Desnudo Bajando Escalera                           |
| 2010 | Los Pasos Perdidos                                 |
| 2011 | The Act                                            |
| 2012 | Los Innocentes                                     |
| 2013 | Memento Mori                                       |

## Procés creatiu
El procés creatiu d'en Lama és, segons ell mateix, molt relatiu i depèn de cada aportació artística que es fa en cada moment. En alguns casos es basa en una simple idea i en d'altres cal un ampli arxiu visual per construir una sèrie de seqüències perquè tingui i s'hi aporti el sentit desitjat, per tant, el missatge a transmetre. La referència és la base per poder a posteriori crear el producte. El bagatge, el coneixement, la constant immersió en productes audiovisuals, lectures i cerca activa, són bàsiques pel fonamental el procés de la creació artística. És bàsic tenir referents, per poder aportar idees, tot i que en certes ocasions hi hagi algú a l'altra punta de món que, basant-se en el mateix referent, podrà crear obres similars. Per al videoartista peruà, l'assaig d'errors és fonamental per aproximar-se de mica en mica a la idea que es té al cap, que molt sovint és complicada d'instrumentalitzar. Esborranys, proves pilot, escenografia molt simplificada, tots els elements seran necessaris per evidenciar que a la pràctica, tot ha de treballar-se. Un dels seus professors sempre li deia: “No totes les teves obres podran ser obres mestres, Diego”.
Part del sentit al procés creatiu és ser capaç de portar a la realitat audiovisual una idea que molt sovint és simple a l'interior del visionari, però molt més complexa de dur a la pràctica. I l'exercici real del procés creatiu no és mimetitzar allò ideat, sinó tenir èxit en com traslladar el concepte a l'espai, imatge i so, amb uns recursos sovint finits. El treball creatiu té tant component de substància grisa com d'execució tècnica: per trobar la forma de ser clarificador, artístic i suficientment expressiu.

## Videoart vs cinema experimental
Diego Lama propugna en la seva obra una conducta artística cada cop més híbrida. Explorar els diversos camps de l'art i desdibuixar les línies que els poden separar és part del seu repte. Precisament en aquest punt, pensa que cada cop és més complicat trobar motius tècnics i artístics que diferenciïn dues grans corrents artístiques de l'era actual com són el videoart i el cinema experimental. Hi ha certs aspectes que Lama ha treballat al llarg de la seva carrera que han fet desdibuixar la línia definida, per enfrontar les dues corrents en certes ocasions. Per altra banda, aquesta transgressió formal, Lama creu que l'ha enriquit substancialment aportant molt més poder discursiu i expressiu al producte final. Un exemple d'això són les obres Díptico i Triptico.
Lama és conscient de la diferència formal en què es considera bàsic que el videoart es basi en el format vídeo, però reconeix que gràcies a grans videoartistes, com pot ser Mathew Barney, han contribuït a difuminar aquesta suposada barrera apostant per obres, per exemple, de 90 minuts de durada, quan en general les obres de videoart no duren més de 10 minuts. Addicionalment, existeix una gran diferència que rau en el format d'exhibició, ja que el videoart es concep per ser gaudit en una galeria d'art i el cinema experimental en un cinema.
Addicionalment, Lama també reconeix que, sobre el fet diferencial entre l'experimental o no, l'autor se sent cada cop més còmode treballant en projectes artístics que es podrien molt ben definir com a videoinstal·lació. La voluntat de treballar en espais més amplis, on el vídeo actua com a factor actiu en el discurs i, per tant, té un paper fonamental quan es combina amb la disposició dels elements i figures i de tot l'entorn físic en si. Per això Lama també admet una certa barrera conceptual que el cinema experimental no pot cobrir i que el vídeo com a element versàtil sí. I no deixa de ser la diferència en el format d'exhibició: un en suport audiovisual, i l'altre sempre representat en viu i en directe. Prova ben evident d'aquesta diferència: Memento Mori una exposició que abraça la fotografia, l'escultura, l'art Newmedia amb la profusió del vídeo, dels elements sonors i acústics i del joc de la imatge en moviment. La dimensió considerable fa que la performance sigui un fet evident amb el joc d'objectes fotogràfics que impacten a la retina i que ajuden a voler llegir més enllà de l'estètica, de la llum, i de les línies corporals representades.
Però, tot i això, Lama segueix potenciant la combinació dels diversos formats, per poder donar lloc a una implosió artística i discursiva molt més potent. Per a ell, l'evolució de cada corrent, fa néixer a la vegada una gran sinèrgia com a resultant. Per la seva trajectòria, no es pot considerar al creador peruà com a artista d'una sola plataforma. Al contrari de tot això, en les darreres representacions artístiques el primer que es proposa és veure en quin camp artístic pot treballar, que sigui nou per a ell, i l'ajuda a obtenir un enriquiment ja no només tècnic sinó expressiu. Sempre, però, quedarà un punt comú a totes dues plataformes: ampliar en la capacitat d'expressar un missatge, i l'efecte que pot tenir sobre el receptor o audiència. Qualsevol suport audiovisual, independentment del format d'exhibició, pot fer arribar una idea, un sentiment, un missatge a qui el consumeixi, sigui quin sigui el rerefons cultural i el percentatge de subjectivitat rere la interpretació que se'n pugui fer. Aquesta llibertat d'expressió i sobretot d'interpretació és la que ha fet que Diego Lama segueixi actiu en el món de l'art visual.

## Posicionament
No podem obviar el fet que Diego Lama ha provocat al llarg de les seves obres i representacions la incomoditat de l'audiència, la sensació d'inquietud, de neguit, de no indiferència. Part d'aquesta captura de sensacions i sentiments cap al receptor són l'objectiu principal d'aquest artista peruà. Lama és un dels videocreadors o pensadors preocupats amb com la crítica, l'expert en art i el receptor del carrer rebran les seves obres, les seves mostres o les seves exposicions. Una percepció que fa millorar el posicionament del videoartista com a tal en l'actualitat.
La seva lluita al llarg dels anys d'aquesta última dècada ha estat també la revalorització de la figura del videoartista. Per a Lama són gairebé nul·les les consideracions per part dels instruments públics i oficials de cara al reconeixement de les obres d'aquesta corrent moderna. És una lluita que es pren personalment l'artista, però que reconeix que encara té molt camí al davant. Per part de l'estat de Perú no hi ha ajudes en l'àmbit econòmic, promocional ni cultural. Se li afegeix a més poc finançament per promoure l'educació en aquesta forma d'art i la promoció a les noves generacions. Aquests són fets que fan marginar molt la potència del corrent en si. Aquesta actitud dels agents institucionals fa a la vegada arrossegar a les empreses privades perquè no prestin atenció a aquest tipus d'art i es considerin irrellevants en molts contextos en què podríem aportar. Diego Lama ha volgut de forma constant rebatre l'estímul negatiu de la globalització, tot oferint obres que comptaven amb suficients recursos per dur-ne a terme una producció impactant, fresca i artísticament innovadora. La voluntat de tot això és que Lama es considera un promotor del videoart i creu en el potencial d'arribar a la gent, de capturar els seus pensaments, i de fer-la reaccionar davant del que sovint pensem que és inqüestionable. Amb aquesta lluita autoimposada per Lama, creu que el sentit crític ha d'acabar guanyant terreny amb el temps.
Tot i això, per a Diego Lama aquestes barreres no són un impediment perquè al final un artista pugui amb més o menys mitjans dur a terme la seva obra, la seva expressió artística, el seu concepte a un públic que el vulgui tenir en compte. Tot i això l'art no es pot veure privat dels diners per poder existir o deixar d'existir. La relativitat és part fonamental de l'existència d'un artista i aquesta perdura en la trajectòria artística que vagi definint. En l'obra Painting es poden veure traces de denúncia en el maltractament de l'ara i la voluntat de fer-lo renéixer.

## Videoart vs Internet
Un dels canvis que Diego Lama veu més evident en els últims anys és el paper transgressor que està jugant Internet. Per una banda, l'accessibilitat i democratització que caracteritza el mitjà és sense dubte un pont per arribar a molta més audiència qualitativa. Per altra banda, s'estableixen nous paràmetres de format: 3 minuts màxim de vídeo, sinó la gent perd interès. Hi ha tal excés d'informació artística a la xarxa que, segons Lama, hom es veu superat pel concepte del temps. Al principi la gent aguantava més, culturalment es podien consumir vídeos de fins a 30 minuts sense problemes, ara, amb l'accés per part de milions de persones a Internet, hi ha tant volum d'obres que si duren més de 3 minuts el receptor canvia de contingut, i per a Lama això és fonamental. Aconseguir captar l'atenció del públic en un espai compacte de temps, i amb uns instruments de comunicació audiovisual suficientment treballats, es converteix en la fita perquè siguin un èxit.
La clau és, per Lama, l'educació i cultura del consum del videoart. Aquests són pilars fonamentals per l'adquisició de productes artístics audiovisuals i de nou Lama troba aquí un discurs d'expressió i de denúncia que transportarà a les seves obres: carències reals per part del sistema educatiu per promoure l'ús del videoart com a instrument de comunicació, de transmissió, d'expressió artística integral. Les seves obres també reben indirectament influència de Salvador Dalí i Luis Buñuel, als quals menciona en reiterades ocasions i mitjans. L'evolució del mateix artista tendeix a postular-se cada cop més reivindicativa i contundentment, i tot i que ell no ho ha declarat mai perquè mai s'ha sentit contrari als cànons acadèmics instaurats, certament se li comencen a assimilar certs punts artístics de crítica propers al corrent Fluxus, nascut als anys seixanta, i s'hibriditza constantment el vídeo amb l'escultura, l'espai i la musicalitat per donar sentit al concepte del tot establert:
La conscienciació de certs discursos crítics és el que Lama potencia a través de la xarxa. La seva obra evidencia com amb aquest nou mitjà de divulgació es podran alimentar discursos expressius molt més transgressors i no tant supeditats al mainstream dels Mass Media, o al contrari, a la minoria de les Galeries d'Art. Tot i això, l'artista peruà ha expressat en diverses ocasions que, sobre el format web, el consum de continguts pateix una redefinició pel que fa al format.

## Futur
Lama segueix ferm en la idea d'apropar Sexualitat i Mort a les seves obres, a través de l'expressió artística basada amb el cos humà: ho ha estat fent des dels inicis de la seva trajectòria, en el present, i al futur ho seguirà fent, segons ha declarat en diversos mitjans. A això se li suma la seva intenció de seguir tenint una experiència continuada en el futur, tot participant en treballs amb persones que són professionals del cos. Seguir aprenent gràcies al fet de col·laborar amb aquestes persones, ja no només a nivell professional, sinó pel costat més humà, per a poder-los admirar com a tal. Aquesta experiència seguirà sent per Lama un mèrit vital i necessari que l'enriqueixi artística i personalment.
Diego Lama es postula amb una visió de la globalització certament crítica, cada cop més, i aporta aquells registres formals que són originaris del cinema (la banda sonora n'és un exemple) i que últimament ha combinat per obtenir el punt d'alliberació i desbocament cap a l'antisistema que té el suport vídeo. De forma conjunta explota cap a una sinergia complexa, completa i més transcendent, que evoluciona a la cerca de trobar-se amb altres corrents artístics tant diversos com pot ser el teatre, l'escultura, l'estudi de l'espai, etc., per dotar de complexitat el seu discurs expressiu, la producció de les obres i dur a un enriquiment en certa manera imaginari, com és el del factor cinematogràfic.